# سيف العرب (مسرحية)
سيف العرب مسرحية كوميدية كويتية عرضت عام 1992، تتحدث عن فترة الغزو العراقي للكويت عام 1990. كتبها عبد الحسين عبد الرضا وأخرجتها رقية الكوت، وقام ببطولتها عبد الحسين عبد الرضا، حياة الفهد، خالد العبيد، مريم الصالح، أحمد جوهر وطارق العلي. تتناول المسرحية في إطار كوميدي اجتماعي، فترة الغزو العراقي على الكويت في التسعينيات، وما تعرض له الكويتيين والعراقيين على حد سوء خلال فترة العدوان، من خلال التغيرات الاجتماعية التي طرأت على كلا المجتمعين في تلك الفترة.